# Tara Subkoff
Tara Lyn Subkoff (Westport, 10 dicembre 1972) è un'attrice e stilista statunitense.

## Biografia
La Subkoff nacque a Westport, nel Connecticut, nel 1972 e frequentò la scuola di design per quasi un anno, lasciando poi gli studi.

### Carriera
Già negli anni '90 Tara si afferma come attrice recitando in film come Qualcosa è cambiato e American Pie, recitando poi nel film del 2000, The Cell - La cellula, interpretato da Jennifer Lopez. La Subkoff, assieme a Matthew Damhave, è stata anche la fondatrice della linea d'abbigliamento Imitation Of Christ, che rimodernava secondo un nuovo stile abiti vecchi. Chiamarono così la loro linea di moda in onore dell'omonimo libro del XV secolo, scritto da Thomas à Kempis. Chloë Sevigny fu la direttrice creativa della linea e Scarlett Johansson fece una sfilata con gli abiti disegnati dalla Subkoff, collaborando recentemente anche con l'industria di scarpe "Easy Spirit".
Nel 2015 dirige il suo primo lungometraggio dal titolo #Horror che racconta le vite di sei ragazze, sempre più dipendenti dall'immagine e dall'attenzione che i social-media forniscono, che si troveranno a fronteggiare letali fenomeni di cyberbullismo.

### La malattia e la guarigione
Nel 2009, all'attrice e stilista fu diagnosticato un tumore benigno al cervello che minacciava di diventare maligno entro due anni. Il tumore fu poi rimosso con successo.

## Filmografia parziale

### Attrice

#### Cinema
- Quando il ramo si spezza (When the Bough Breaks), regia di Michael Cohn (1994)
- Mente criminale (True Crime), regia di Pat Verducci (1996)
- All Over Me, regia di Alex Sichel (1997)
- Qualcosa è cambiato (As Good as It Gets), regia di James L. Brooks (1997)
- American Pie, regia di Paul Weitz e Chris Weitz (1999)
- The Cell - La cellula (The Cell), regia di Tarsem Singh (2000)
- La scandalosa vita di Bettie Page (The Notorious Bettie Page), regia di Mary Harron (2005)
- Abandoned, regia di Michael Feifer (2010)

#### Televisione
- La signora del West (Dr. Quinn, Medicine Woman) – serie TV, episodio 2x16 (1994)
- Un medico tra gli orsi (Northern Exposure) – serie TV, episodio 6x04 (1994)
- Adolescente delle caverne (Teenage Caveman), regia di Larry Clark – film TV (2002)
- Kroll Show – serie TV, episodi 1x04-1x07 (2013)

### Regista
- #Horror (2015)